# Тимохин, Евгений Леонидович (генерал)
Евге́ний Леони́дович Тимо́хин (25 марта 1938, Харьков —  5 октября 2005, Москва) — советский военачальник, в 1991—1992 годах руководил Главным управлением Генштаба ВС СССР (с мая 1992 года — Главное разведывательное управление (ГРУ) Генштаба ВС России).

## Биография
В 1945—1952 годах учился в харьковской мужской средней школе № 131.
В 1958 году окончил Сумское военное техническое училище с отличием, в 1968 году — Военно-инженерную радиотехническую академию ПВО в Харькове. В 1977 году окончил Военную академию Генерального штаба Вооружённых сил СССР имени К. Е. Ворошилова. С 1981 по 1986 год командовал 14-й отдельной армией ПВО. С 1986 по 1991 год — первый заместитель начальника Главного штаба войск ПВО.
28 мая 1987 года, являясь временно исполняющим обязанности начальника Главного штаба войск ПВО, не принял необходимых мер в отношении легкомоторного самолета «Сессна-172», пилотируемого гражданином ФРГ Матиасом Рустом, нарушившего государственную границу СССР и совершившего посадку в Москве на Красной площади.
Генерал-полковник авиации Вольтер Красковский, командующий Войсками противоракетной и противокосмической обороны Войск ПВО в 1986—1991 годах (На службе неповторимой Отчизне: воспоминания — СПб.: ВКА им. А. Ф. Можайского, 2007):
Четверг. 28 мая 1987 г. был обычным рабочим днем. На ЦКП проводилась штабная тренировка по плану Генерального штаба. Главком находился в своем рабочем кабинете, начальник Главного штаба на сессии ВС в Таллине.
Большинство офицеров нашего управления вместе с заместителем начальника штаба  были на тренировке на ЦКП (Центральный командный пункт Войск ПВО). Я занимался текущими вопросами у себя в Управлении. Во второй половине дня около 17 часов  полковник Игнатов доложил мне, он сказал о нервозности дежурного расчета ЦКП, вызванной какой-то воздушной целью со стороны Прибалтики. Якобы на ЦКП уже несколько часов большой шум и неразбериха. Дежурный генерал С. И. Мельников не может добиться от оперативных дежурных КП Ленинградской армии и Московского округа ПВО характеристик нарушителя режима полетов, по которому осуществляются подъемы истребителей из дежурных сил. Игнатов подчеркивал на редкость неорганизованные действия расчета ЦКП. Я спросил его: «А где же генерал-лейтенант Е. Л. Тимохин, и. о. начальника Главного штаба Войск ПВО. Он ответил, что генерал Тимохин ушёл с ЦКП в 14 часов и находится в своем кабинете, что ему дежурный генерал Мельников несколько раз докладывал об обстановке. После такой информации я не сомневался, что обстановка контролируется Главкомом, ибо о такой ситуации ОД ЦКП он обязан был доложить Главкому. Показалось только странным то, что генерал Тимохин до окончания тренировки покинул ЦКП. Это уже была вольность и попустительство с его стороны. Присматриваясь к своему сменщику на посту первого заместителя начальника Главного штаба Войск ПВО, мне казалось, что он переоценивает свои возможности, пренебрегает моими советами, которые я давал ему. 
В 18 час 20 мин мне доложили о выезде Главкома. Через несколько минут стали разъезжаться по домам его заместители и командующие родами войск. В 21 час 15 мин, когда я был дома, мне позвонили с ЦКП и сообщили о посадке иностранного легкомоторного самолёта на Москворецком мосту в 19 час 10 минут. После недолгих раздумий я выехал на ЦКП, где уже были Главком маршал авиации Колдунов и генерал Тимохин. Операторы составляли донесение министру обороны. Мой приезд был кстати. Е. Л. Тимохин, понимая всю серьезность случившегося, нервничал, нуждался в поддержке. Пришлось взять составление донесения в свои руки. С этой целью я быстро познакомился со схемой полета нарушителя, с донесениями, которые уже поступили от большинства частей, участвовавших в действиях по нарушителю. К 23 часам донесение на 1,5 листах было составлено и подписано Главкомом без поправок. Главный маршал авиации Александр Иванович Колдунов сидел в Главном зале, когда ему подали текст донесения. Я наблюдал за ним через стекло комнаты, которая размещалась позади главного зала, и понимал, что Главком ставит свою последнюю подпись.

К тому времени я уже представлял развитие событий, и то, что виновниками плохих действий дежурных сил и недоклада Главкому в течение нескольких часов о чужом самолёте в небе Родины были люди, руководившие дежурными силами, начиная от приграничных районов до самой Москвы. Большая вина ложилась на генерал-лейтенанта Тимохина Е.Л., и.о начальника штаба войск ПВО страны, халатно отреагировавшего на доклады генерала Мельникова о действиях по самолёту-нарушителю. Все это привело к тому, что Главком с его могучей головой, находясь на своем рабочем месте, был искусственно изолирован от развития событий и так и не узнал до отъезда домой, что чужой самолёт уже несколько часов пробирался к Москве на малой высоте. Это я считал главной ошибкой командующего «Ленинградской» 6-й армией ПВО генерала Г. А. Кромина и оперативного дежурного ЦКП генерала С. И. Мельникова. Досталось и маршалу авиации Анатолию Устиновичу Константинову, обвиненному в том, что подобное стало возможным из за его недостатков в командовании Московским округом ПВО.
Генерал-майор артиллерии 21.04.1979; генерал-лейтенант артиллерии 17.02.1982; генерал-полковник артиллерии  24.09.1991.
В сентябре — октябре 1991 года занимал должность начальника Главного штаба — первого заместителя Главкома войск ПВО.
В 1991 году, после августовского путча и роспуска ГРУ СССР, возглавил Главное управление ГШ ВС СССР, заменённое в мае 1992 года ГРУ ГШ ВС России. 
С августа 1992 года — командующий радиотехническими войсками, в 1993—1995 годах — зенитно-ракетными войсками ПВО.
Жил в поселке Заря в Балашихинском районе Московской области. 5 октября 2005 года скоропостижно скончался после продолжительной болезни.

## Награды
- Награждён орденами Красной Звезды и «За службу Родине в Вооруженных Силах СССР» II и III степеней, а также медалями.